# Tenis ziemny na Letnich Igrzyskach Olimpijskich 1912
Wyniki zawodów w tenisa ziemnego, które zostały rozegrane podczas Letnich Igrzysk Olimpijskich 1912 w Sztokholmie.
Zawody w tenisa rozgrywano od 5 maja do 5 lipca 1912 r. Łącznie wzięło w nich udział 80 zawodników w tym: 67 mężczyzn i 13 kobiet. Reprezentowali oni 14 krajów.

## Mężczyźni
| Konkurencja                |                               |                                   |                                       |
| -------------------------- | ----------------------------- | --------------------------------- | ------------------------------------- |
| Gra pojedyncza na zewnątrz | Charles Winslow               | Harold Kitson                     | Oscar Kreuzer                         |
| Gra pojedyncza w hali      | André Gobert                  | Charles Dixon                     | Anthony Wilding                       |
| Gra podwójna na zewnątrz   | Harold Kitson Charles Winslow | Fritz Felix Piepes Arthur Zborzil | Albert Canet Édouard Mény de Marangue |
| Gra podwójna w hali        | Maurice Germot André Gobert   | Johan Kempe Gunnar Setterwall     | Alfred Beamish Charles Dixon          |

## Kobiety
| Konkurencja                |                      |                     |                 |
| -------------------------- | -------------------- | ------------------- | --------------- |
| Gra pojedyncza na zewnątrz | Marguerite Broquedis | Dorothea Köring     | Molla Bjurstedt |
| Gra pojedyncza w hali      | Edith Hannam         | Sofie Castenschiold | Mabel Parton    |

## Pary mieszane
| Konkurencja     |                                     |                                 |                                   |
| --------------- | ----------------------------------- | ------------------------------- | --------------------------------- |
| Gra na zewnątrz | Dorothea Köring Heinrich Schomburgk | Sigrid Fick Gunnar Setterwall   | Marguerite Broquedis Albert Canet |
| Gra w hali      | Edith Hannam Charles Dixon          | Helen Aitchison Herbert Barrett | Sigrid Fick Gunnar Setterwall     |

## Tabela medalowa
| Poz.    | Państwo              |   |   |   | Razem |
| ------- | -------------------- | - | - | - | ----- |
| 1       | Francja              | 3 | 0 | 2 | 5     |
| 2       | Wielka Brytania      | 2 | 2 | 2 | 6     |
| 3       | Południowa Afryka    | 2 | 1 | 0 | 3     |
| 4       | Cesarstwo Niemieckie | 1 | 1 | 1 | 3     |
| 5       | Szwecja              | 0 | 2 | 1 | 3     |
| 6       | Cesarstwo Austrii    | 0 | 1 | 0 | 1     |
| 6       | Dania                | 0 | 1 | 0 | 1     |
| 8       | Australazja          | 0 | 0 | 1 | 1     |
| 8       | Norwegia             | 0 | 0 | 1 | 1     |
| Łącznie | Łącznie              | 8 | 8 | 8 | 24    |